# Valle de Oca
Valle de Oca est une commune d'Espagne dans la communauté autonome de Castille-et-León, province de Burgos. Elle s'étend sur 38,47 km2 et comptait environ 184 habitants en 2011.